# Live at Woodstock
Live at Woodstock — концертный альбом американского музыканта Джими Хендрикса и его новой группы Gypsy Sun and Rainbows, записанный 18 августа 1969 года на знаменитом фестивале Вудсток.

## О концерте
Джими Хендрикс должен был закрывать фестиваль в полночь, однако вследствие различных задержек он поднялся на сцену только в девять утра понедельника. Толпа, в разгар фестиваля достигавшая численности более 500 тысяч, сократилась до 35 тысяч.
Хендрикс выступил с огромной отдачей, ближе к концу выступления сыграв на гитаре интерпретацию Гимна США, впоследствии названную «классикой». Вьетнамская война была в разгаре, и звуковые эффекты электрогитары Хендрикса вызывали параллели со звуками насилия конфликта. Его сет продолжался два часа — один из длиннейших в его карьере.
Выход альбома на CD был приурочен к 30-летию Вудстока. Сведением занимался Эдди Крамер. Оба перкуссиониста, Джерри Велез и Юма Султан, а также ритм-гитарист Ларри Ли, были вымиксованы из окончательного варианта. Рецензенты встретили альбом довольно сдержанно, отмечая его сильную сторону в качестве «портрета эпохи», но отмечая, что Хендрикс, распустивший The Jimi Hendrix Experience двумя месяцами ранее, находился в творческом поиске, а новоявленные участники группы ещё не освоились с поставленными перед ними задачами, и потому большая часть материала звучит несколько хаотично и недостаточно выразительно.
В 2005 году концерт был издан на DVD, а в 2010-м — на Blu-Ray с дорожкой DTS и документальным фильмом «The Road to Woodstock»; видео исполнения «Message to Love», «Spanish Castle Magic», «Foxy Lady», «Lover Man» и «Hey Joe» изданы впервые. «Live at Woodstock: A Second Look» представляет собой концерт Хендрикса с альтернативных точек; большую часть фильма составляет чёрно-белая съёмка студента Роберта Гудмана. В этой версии есть съёмка исполнения «Hear My Train a Comin'», не попавшей в официальную съёмку.
На пресс-конференции в Гарлеме 3 сентября 1969 года, отвечая на вопрос, почему «The Star-Spangled Banner» прозвучал именно так, Хендрикс сказал следующее:
Мы сыграли его так, каков сейчас воздух в Америке. Он довольно статичен, не правда ли?
Оригинальный текст (англ.)We play it the way the air is in America today. The air is slightly static, isn't it?

## Список композиций
| №  | Название                                                | Автор(ы) | Длительность |
| -- | ------------------------------------------------------- | -------- | ------------ |
| 1. | «Introduction»                                          |          | 2:21         |
| 2. | «Message to Love»                                       | Хендрикс | 7:20         |
| 3. | «Hear My Train a Comin'»                                | Хендрикс | 9:49         |
| 4. | «Spanish Castle Magic»                                  | Хендрикс | 7:05         |
| 5. | «Red House» (сокращено на 5 минут для CD)               | Хендрикс | 5:25         |
| 6. | «Lover Man»                                             | Хендрикс | 5:06         |
| 7. | «Foxy Lady»                                             | Хендрикс | 5:11         |
| 8. | «Jam Back at the House» (ударное соло укорочено для CD) | Хендрикс | 7:45         |

| №  | Название                       | Автор(ы)               | Длительность |
| -- | ------------------------------ | ---------------------- | ------------ |
| 1. | «Izabella»                     | Хендрикс               | 6:40         |
| 2. | «Fire»                         | Хендрикс               | 3:42         |
| 3. | «Voodoo Child (Slight Return)» | Хендрикс               | 13:39        |
| 4. | «The Star-Spangled Banner»     | Ки, Смит; ар. Хендрикс | 3:46         |
| 5. | «Purple Haze»                  | Хендрикс               | 4:23         |
| 6. | «Woodstock Improvisation»      | Хендрикс               | 4:04         |
| 7. | «Villanova Junction»           | Хендрикс               | 4:26         |
| 8. | «Hey Joe»                      | Билли Робертс          | 5:53         |

## Дополнительные факты
- В концертном фильме U2 «Rattle and Hum» фрагмент «The Star-Spangled Banner» Хендрикса звучит в качестве вступления к «Bullet the Blue Sky».